# Mount Useful
Mount Useful är ett berg i Australien. Det ligger i regionen Baw Baw och delstaten Victoria, omkring 140 kilometer öster om delstatshuvudstaden Melbourne. Toppen på Mount Useful är 1 438 meter över havet, eller 225 meter över den omgivande terrängen. Bredden vid basen är 4,7 km.
Runt Mount Useful är det mycket glesbefolkat, med 2 invånare per kvadratkilometer.. Det finns inga samhällen i närheten. 
I omgivningarna runt Mount Useful växer i huvudsak städsegrön lövskog. Genomsnittlig årsnederbörd är 1 410 millimeter. Den regnigaste månaden är juni, med i genomsnitt 193 mm nederbörd, och den torraste är januari, med 61 mm nederbörd.